# Stenochironomus quadrinotatus
Stenochironomus quadrinotatus är en tvåvingeart som beskrevs av Art Borkent 1984. Stenochironomus quadrinotatus ingår i släktet Stenochironomus och familjen fjädermyggor. Inga underarter finns listade i Catalogue of Life.